# پرویانا
پرویانا (نام علمی: Virola peruviana) نام یک گونه از فرمانرو گیاه است.